# Turbomeca Astazou

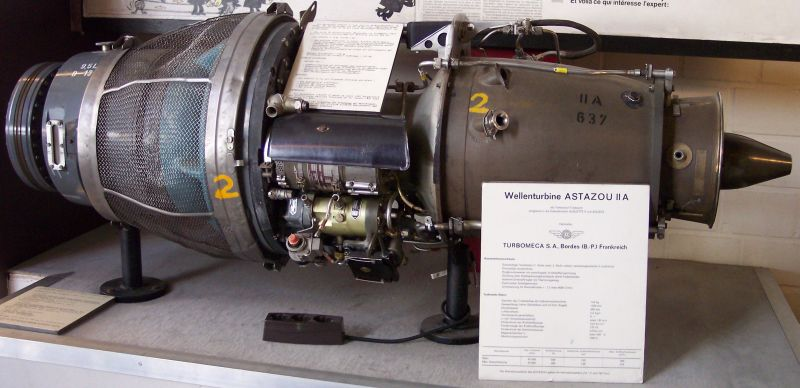
Turbomeca Astazou IIA

Das Turbomeca Astazou ist eine Wellenturbine des französischen Herstellers Turbomeca für den Antrieb von Propellerflugzeugen mit der Bezeichnung Astazou II. Von diesem Triebwerk wurde eine Ausführung Astazou IIA für Hubschrauber abgeleitet. Bis 1993 waren davon bereits über 2200 Stück hergestellt und auch heute (12/2007) ist es noch in Produktion. Der Name stammt von zwei Berggipfeln in den Pyrenäen.
Die Ur-Version des Triebwerks, Astazou I, lief 1957 und leistete bei 40.000 min−1 235 kW. Es wurde am 29. Mai 1961 nach einem 150-Stunden-Lauf zugelassen. Federführend bei der Entwicklung war Gottlieb Sporer.
Das Einwellen-Triebwerk besitzt in seiner Grundausführung einen zweistufigen Verdichter, wobei die erste Stufe axial arbeitet, die zweite jedoch radial ausgeführt ist. Die Verbrennung erfolgt in einer Ringbrennkammer, von wo aus das Heißgas auf eine dreistufige Axialturbine trifft. Die maximal zulässige Drehzahl der Turbine war nun auf 43.500 min−1 gesteigert worden.
Bei den Produktionstriebwerken ist vor dem Lufteinlass das Untersetzungsgetriebe angebracht, das für Luftschraubendrehzahlen von 1.800 min−1, 2.080 min−1, 2.200 min−1 oder 2.400 min−1 ausgelegt ist. Die Abtriebsdrehzahl bei den Hubschraubertriebwerken liegt bei 6.000 min−1. Das Triebwerk regelt sich automatisch, so dass vom Piloten nur die Drehzahl vorgegeben werden muss.

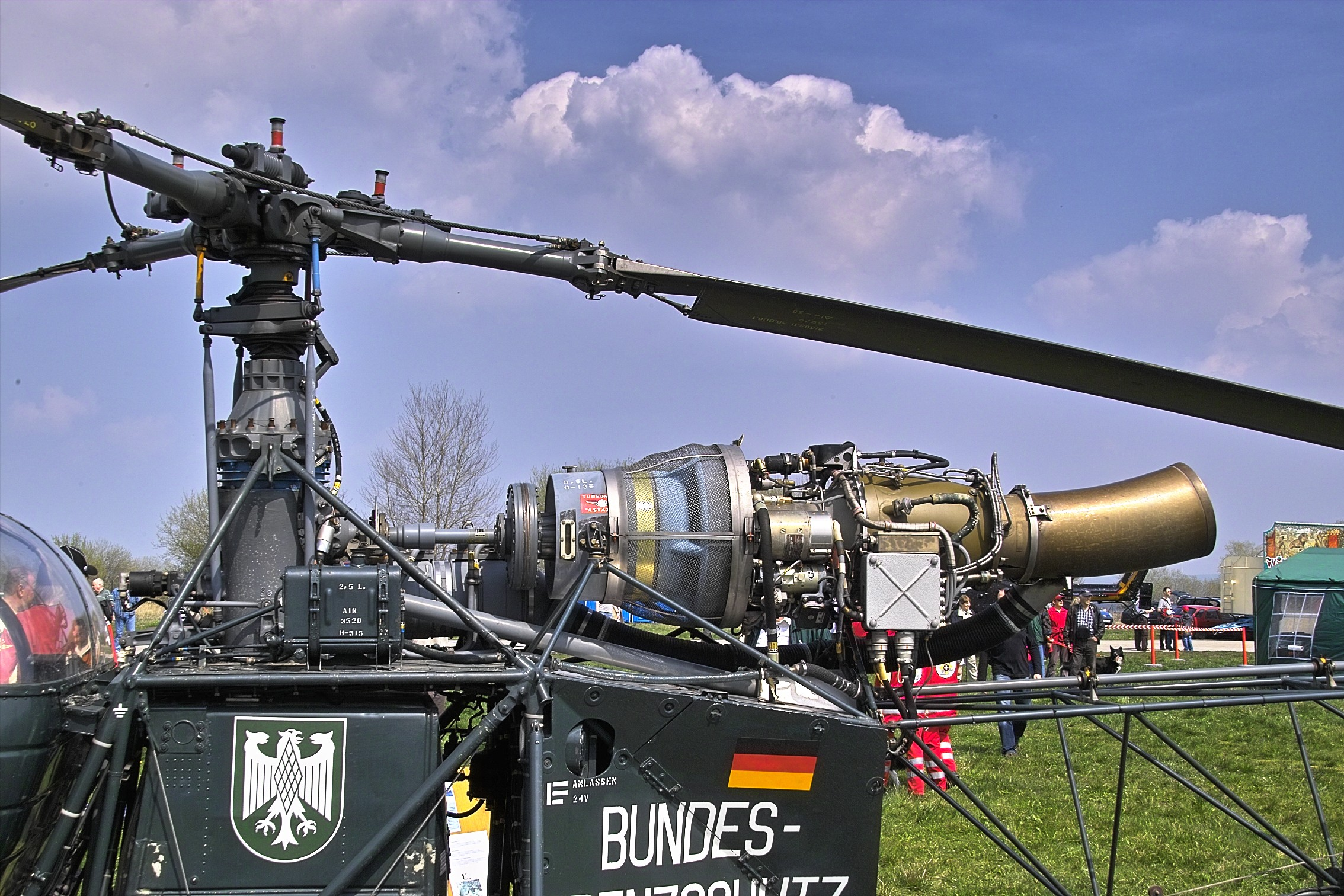
Turboméca-Wellenturbine, links die Abtriebswelle zum Rotor, rechts davon der vergitterte Lufteinlass, rechts das Abgasrohr

Die Astazou II wurde verwendet bei der Potez 840, der SFERMA Marquis, der Mitsubishi MU-2 und der Pilatus PC-6 A Turbo Porter. Für Flugversuche erhielten auch einzelne Flugzeuge Nord 1110 und Dornier Do 27 Astazou-Triebwerke. Mit der Ausführung IIA wurde der Hubschrauber Aérospatiale 318 C, Alouette II zum weltweiten Erfolg.
Ab der Ausführung Astazou X wurde eine zweite axiale Verdichterstufe eingebaut. Dieses Triebwerk wurde für die Potez 840 geliefert. Die Astazou XIV und XVI wurden auch von Rolls-Royce Turbomeca International Ltd. unter den Bezeichnungen AZ14 bzw. AZ16 vertrieben. Bei der Ausführung Astazou XVIIIA konnte die Leistung bis auf 783 kW gesteigert werden. Die Aerospatiale/Eurocopter SA 360 Dauphin ist damit ausgerüstet.
Die Ausführung XX verfügt über eine dritte axiale Stufe und damit nochmals gesteigerte Verdichtung. Als Turboprop war eine Leistung von 1075 kW projektiert. Sie wurde als XXB in der SA 361H Dauphin verwendet und leistete 1043 kW.

## Technische Ausführung (Astazou XVI)
Der kreisförmige Lufteinlass hinter dem Untersetzungsgetriebe hat eine Heißluftenteisung. Die zwei axialen Verdichterstufen des Kompressors sind aus Stahl in Blisk-Technik gefertigt. Die Welle läuft in Kugellagern. Die Ringbrennkammer wird S-förmig durchströmt. Kraftstoff wird durch eine drehende Zerstäuberscheibe in radialer Richtung zugeführt. Die ebenfalls als Blisk hergestellten Schaufeln der dreistufigen Turbine sind durch Luft innengekühlt. Die Düse ist nicht beweglich und besitzt einen Innenkonus. Die Hilfsgeräteantriebe befinden sich auf einer Montageplatte hinter dem Lufteinlass. Dort sind Anschlüsse für Startergenerator, Öl- und Kraftstoffpumpe, Drehzahlregler und Drehzahlmesser vorhanden. Zusätzlich besteht die Möglichkeit, einen Wechselstromgenerator und eine Hydraulikpumpe anzubringen. Aufgehängt wird das Triebwerk an drei Punkten, mit je einem Lagerzapfen links und rechts an der Vorderseite des Turbinengehäuses und einem an der Unterseite im hinteren Bereich. Die Leistungsregelung erfolgt durch Veränderung der eingespritzten Kraftstoffmenge mit automatischer Drehzahlregelung. Ein kurzzeitiger Überlastbetrieb wird durch eine thermische Überwachung ermöglicht. Die Schmierung wird durch eine Druckölversorgung sichergestellt.

## Technische Daten
```
     Astazou          II       IIA  III C2/N2      X  XIV B/F    XIV H/M
Leistung kW          390       390        480    465      440        440
Länge mm            1810   1427,50    1433,50   1912     1434  1470/1474
Durchmesser mm       460
Breite mm                      516        483             520    500/460
Höhe mm                        560        508          623,50    565/570
Gewicht kg           123       142      150,3    128      160        160
Luftmenge kg/s       2,5
Verdichtung          6:1                         7,5
```